# منطقه حفاظت‌شده زاو
منطقهٔ حفاظت‌شدهٔ زاو یک منطقهٔ حفاظت‌شده با مساحت ۱۲۸۹۹ هکتار است که در استان گلستان در ایران قرار دارد. این منطقهٔ حفاظت‌شده طبق مصوبهٔ شمارهٔ ۶۸۷ در تاریخ ۸۰/۰۷/۲۵ در فهرست مناطق تحت حفاظت سازمان محیط زیست ایران قرار گرفت. از گونه‌های مهم درختی منطقه راش، ممرز، بلند مازو، توسکای ییلاقی، گلاب وحشی، گیلاس وحشی و آلوچه و از گونه‌های اصلی جانوری آن: مرال، شوکا، بز و پازن، خرس قهوه‌ای، گراز، روباه معمولی، تشی، سمور جنگلی، کبک و کبک دری است.